# 9744 Нільсен
9744 Нільсен (9744 Nielsen) — астероїд головного поясу, відкритий 9 травня 1988 року.
Тіссеранів параметр щодо Юпітера — 3,305.